# 医学史
医学史（いがくし）とは、医学に関する歴史である。このページでは、西洋を中心に医学の歴史を説明する。薬の歴史は薬学史・薬草を参照。

## 各地の医学史

### 先史時代の医学
薬効目的の植物(薬草)が最初に用いられた時期を特定する記録はない。おそらく人類が文字を用いる以前から薬草は用いられていたとも考えられている。長い年月にわたる試行錯誤の末、世代を通じた知識が部族社会の文明として集積され、シャーマンが治癒の専門職として機能した。

### エジプト医学
3千年の歴史の中で、古代エジプトは巨大で多岐にわたる豊かな医学の伝統を作り出した。歴史家ヘロドトスはエジプト人を指して「すべての人間の中で、リビア人の次に最も健康だ」と表現した。これは乾燥した気候と、すぐれた公衆衛生のシステムのためだった。ヘロドトスによれば、「医学の技術は、一人の医者は一つの病気だけを治療する、というほどに専門化されている」という。ホメーロスは『オデュッセイア』の中でエジプトを「実り豊かな地球が、薬を最も多く貯蔵する」地で、エジプトでは「全ての人が医者」だと述べた。かなりの部分が超自然現象を扱っていたとはいえ、エジプト医学は最終的に、解剖学・公衆衛生・臨床診断の領域で実用的な手法を開発した。

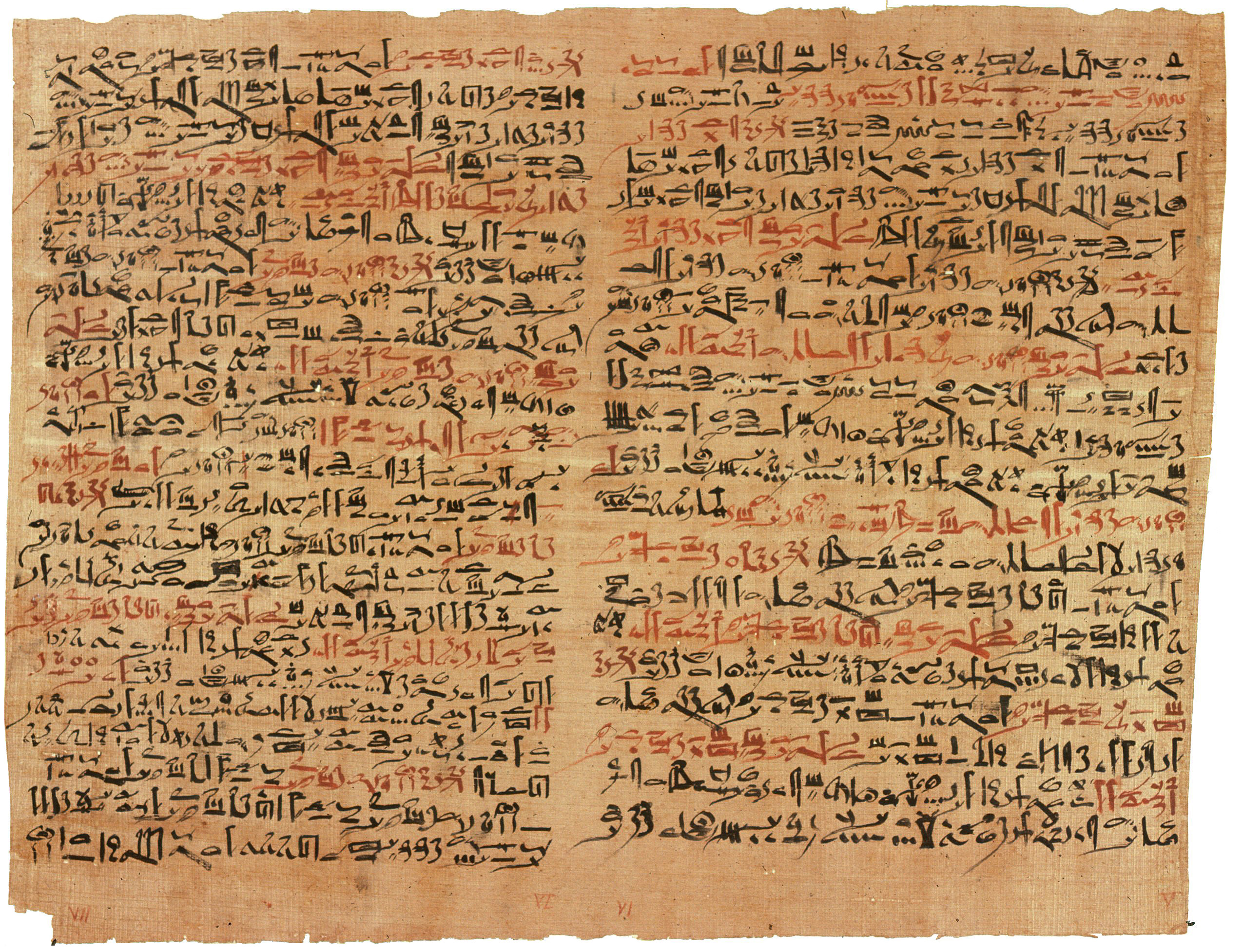
エドウィン・スミス・パピルス（ページ6、7）、ニューヨーク医学会所蔵

エドウィン・スミス・パピルスに収録された医学知識は紀元前3000年頃のものとも言われている。知りうる限りエジプト最古の外科手術は、紀元前2750年に行われた。エジプト第3王朝のイムホテプは、古代エジプト医学の設立者、および療法・慢性病・解剖学についての所見を記したエドウィン・スミス・パピルスの原典の編纂者とも言われている。エドウィン・スミス・パピルスは紀元前1600年頃に書かれた、いくつかの先行する研究の複写だと考えられている。古代の外科教本で、魔術的な思考をほとんど全て排除しており、数々の慢性病の検診・診断・処置・予後について詳述している。
対照的に、エーベルス・パピルス（紀元前1550年頃）には、病気の原因となる、悪霊その他の迷信上の存在を退けるための、まじないや非衛生な対処法が多く記されている。エーベルス・パピルスには、文書として現存する最古の腫瘍の認識記録があるが、古代医学上の誤解もあり、たとえば546節や547節では単なる腫れものと解釈しているようだ。
カフン・パピルスは、妊娠に伴う問題を含む婦人病を扱っている。断片的なものを含め、診断と処置について詳述する34の症例が現存している。紀元前1800年ごろのもので、現存する最古の医学文献である。
エジプト第1王朝期には「生命の家（ペル・アンク）」と呼ばれる医療施設が作られていた。第19王朝までに、労働者の中には医療保険・年金・疾病休暇などの福祉を受けられる者もいた。
記録上最古の医者も、古代エジプトのものだといわれている。紀元前27世紀、第3王朝ジェセル王の「歯科医と医者の長」と呼ばれたヘシレである。また、記録上最古の女医は、「女医の女性監督者」の称号を与えられた第4王朝時代のペセシェトである。監督者としての立場に加え、ペセシェトはサイス（古代エジプトの都市）の医学校の助産科を卒業した。

### バビロニア医学
バビロニアの医学の記述は、紀元前2千年紀前半のバビロン第1王朝までさかのぼる。しかし最も広範なバビロニアの医学文献は、バビロン王（イシン第2王朝）アダド・アプラ・イディナの治世（紀元前1069年 – 1046年）の、ボルシッパ（シュメールの都市）のエサギル・キン・アプリ (Esagil-kin-apli) という医師による『診断手引書』である。
同時代のエジプト医学と同じく、バビロニア人は診断・予後・診察・処方の概念を取り入れた。これらに加え、『診断手引書』では治療計画、原因療法、経験論の活用、論理学、診断・予後・治療における合理主義などが取り入れられた。また医学上の症候のリストも含まれており、患者の体に表れる症候と診察・予後とを照合する際に使用する理論的なルールとともに、詳しい経験上の観察が多く記されていたる。
『診断手引書』は、原則と推測の理論的な組み合わせが基本になっており、患者の兆候に対して検査・視診を行うことで、患者の疾患・病因および見通しや回復の機会を特定できる、という現代的な視点も含まれている。患者の兆候や疾患に対しては、包帯・軟膏・錠剤などの治療法が用いられた。

### ヘブライ医学
紀元前1千年紀のヘブライ医学についての知見は、主に『旧約聖書』のモーセ五書による。モーセ五書には感染者の隔離(レビ記13章45-46節)、死体を扱った後の洗浄(民数記19章11-19節)、糞便を野営地外に埋めること(申命記23章12-13節)など、様々な健康に関する法・儀式が含まれる。ユダヤ人の信仰上、神の意志を全うするために、これらの儀式や法を守ることが求められ、これにより衛生上の恩恵がもたらされた。マックス・ノイベルガーは、彼の著書 History of Medicine でこう述べている。
「要求の内容は、伝染病の予防と抑制、性病と売春の抑制、皮膚の手入れ、入浴、食物、住居と被服、労働規定、性生活、人々の規律などであった。これらの要求の多くは、安息日、割礼、食物についての法（血と豚肉の禁止）、月経中・妊娠中・淋病に罹患している女性についての規定、ハンセン病患者の隔離、野営地の衛生、など、気候環境から見ると、驚くほど理性的である」(Neuburger: History of Medicine, Oxford University Press, 1910, Vol. I, p. 38　暫定訳)

### ギリシア医学

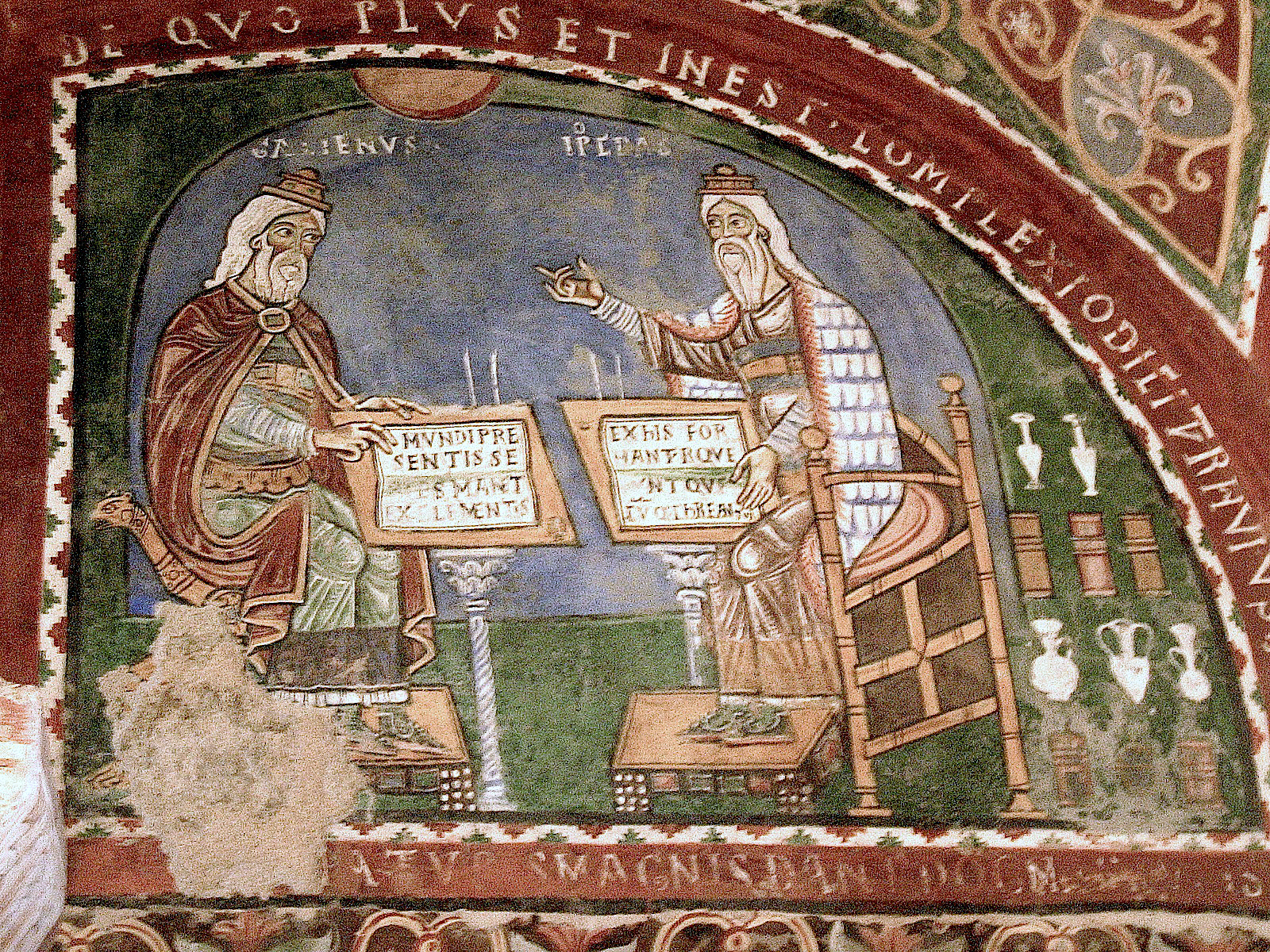
壁画に描かれたヒポクラテスとガレノス、12世紀イタリア

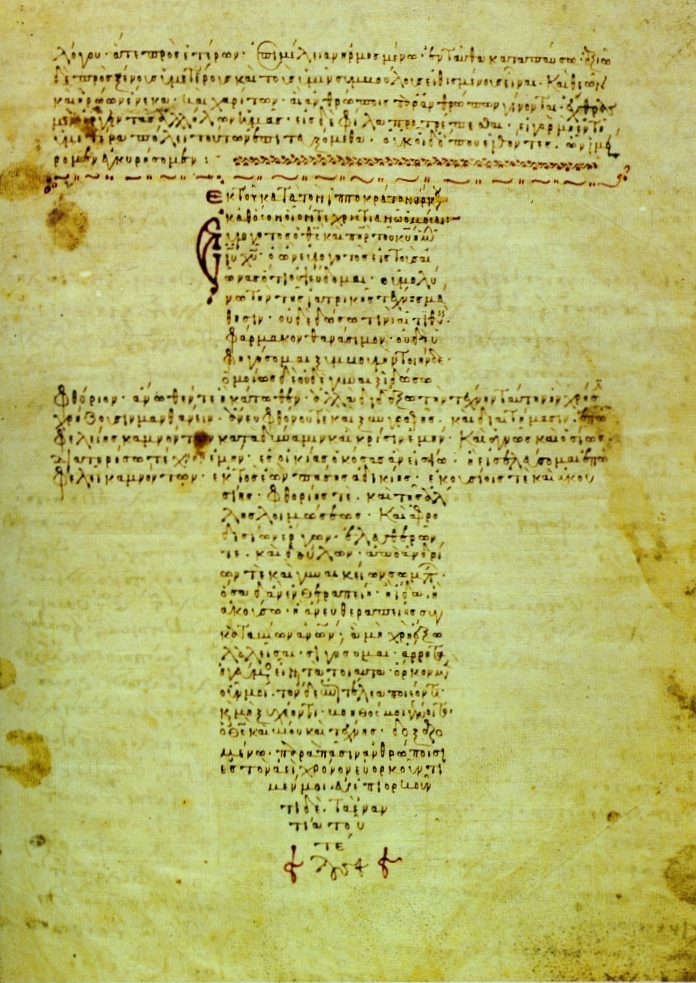
医師の倫理・任務などについてのギリシア神への宣誓文、「ヒポクラテスの誓い」。「医学の父」ヒポクラテスによるものとされた。12世紀東ローマ帝国写本

古代ギリシアの医学は、バビロニア・エジプトの医学の伝統に大きな影響を受けた。病因について様々な考え方があったが、他の地域と同じく、体液の均衡を重んじる医学（体液病理説）が重視された。体にある数種類の体液のバランスがとれていれば健康で、崩れれば病気になると考えられた（四体液説）ため、体液のバランスを整えることで治療が試みられた。古代ギリシア医学で有名なのはコス島のヒポクラテスで、呪術性を排した経験医学の嚆矢であるとされ、「医学の父」と呼ばれる。ギリシア医学は、後に「ヒポクラテス全集」としてヒポクラテスの名でまとめられた。これには70編あまりの論文が収録されているが、ヒポクラテスが属したコス派だけでなく、ライバルのクニドス派の論文も収められた。ヒポクラテスの最も有名な文書は、医療倫理・任務などについての宣誓文「ヒポクラテスの誓い」である。後世の作と言われるが、これは現代においても意義があり、また有用である。
ヒポクラテスとその弟子は、多くの病気や医学上の状態の記述を残した。肺癌などの慢性肺疾患や、チアノーゼ性心疾患の兆候であるばち指を最初に記述したとされる。このため、ばち指はヒポクラテス指 (Hippocratic fingers) と呼ばれることもある。ヒポクラテスは「予後」の中で、ヒポクラテス顔 (Hippocratic face, 死相のこと) について記しており、シェイクスピアが『ヘンリー五世』の第2幕第3場で、フォルスタッフの死についてこの表現を使ったことで有名である。
ヒポクラテスは、急性・慢性・風土病・伝染病の疾病分類を作り、また悪化・再発・危篤・発作・峠・回復期などの用語法を作った。この他には主に、兆候学・生理学上の発見、外科手術、膿胸(胸腔内に膿がたまる症状)の予後などの貢献がある。ヒポクラテスの教えは今日の呼吸器科の研究者に対しても有効である。ヒポクラテスは記録上最初の胸部外科医で、その発見は現在でも有効である。

### ローマ医学
古代ローマでは、ギリシアの医師が活躍し、ローマ帝国各地の医学・薬学が集大成された。ローマ帝国で活躍したギリシア人のガレノスは、最も偉大な古代の医師のひとり、様々な学派を折衷してギリシア医学をまとめた。ガレノスは、「血液・粘液、黄胆汁・黒胆汁」を基本体液とし、その調和を重視する四体液説を採用した。豚や猿などの動物を解剖して人体の構造を推測したが、心臓の構造など誤りも少なくなかった。またガレノスは、脳や目の外科手術など、技巧に頼った危険な手術を多く行った。こういった手術は2000年近くにわたって二度と行われなかった。
薬学については、ガレノスに先立ちディオスコリデスが、簡潔で利用しやすい本草書『薬物誌』をまとめた。アリストテレスの四元素説の影響を受け、薬物を「熱・冷・湿・乾」の4つの性質に分類して解説した。ガレノスは『薬物誌』を称賛し、製薬についても多くを述べた。
初の女性専用の器具をはじめとして、多くの手術器具が発明された。これには鉗子、メス、焼きごて、剪刀、手術針、ゾンデ、膣鏡などがある。また、初の白内障手術もローマ人によるものであるといわれる。
476年に西ローマ帝国が崩壊し、西ヨーロッパからギリシア・ローマ医学の著作は失われた。東ローマ帝国に残され、オリバシウス（c. 320 – 403）などによって医学書が編纂された。彼はガレノス医学を高く評価し、ユリアヌス帝の命で、クロトンのアルクマイオン（紀元前5 - 6世紀頃）から同時代の医学までをまとめた『医学集成』（希：Iatrikai Synagogai、羅: Collectiones medicae）全70巻を編纂し、『エウスタティオスのための梗要』（希：Synopsis pros Eustathion、羅：Synopsis ad Eustathium filium）に概要をまとめた（初学者向けであるため外科は除く）。体液病理説であるため、診断には尿診・脈診が重視されており、テオフィロス・プロトスパタリオス（7世紀）は中国医学の影響を受けて脈拍を研究し、尿診の基礎を確立した。東ローマ帝国後期の14世紀初頭には、コンスタンティノポリスのヨハネス・アクトゥアリウスは、尿と尿診など、広範囲のテーマに関する医学書を執筆した。これらの著作は、サーサーン朝ペルシャのジュンディーシャープールに、後にイスラーム世界に引き継がれた。
ガレノス医学とディオスコリデスの本草書は、1500年以上西洋で最も権威あるテキストとして君臨した。ガレノス医学は、東ローマ帝国でまとめられ、アラビアに伝わって翻訳され、イブン・スィーナーなどによってギリシア・アラビア医学（ユナニ医学）として整理され発展した。ガレノスや彼らの著作は中世・近世にヨーロッパもたらされてラテン語に翻訳され、18世紀までヨーロッパの医学教育において教科書として使われていた。

### ペルシア医学・イスラム医学
ペルシア医学
ペルシアの医学研究および実践は長く豊かな歴史を持っている。ペルシアは東洋・西洋の交易路に位置するため、しばしばギリシアとインド両方の医学の発展を享受した。
東ローマ帝国と敵対していたサーサーン朝は、キリスト教徒による異端・異教徒の迫害を逃れたアレクサンドリアやアテナイの学者たちを積極的に受け入れ、ジュンディーシャープールに学者や生徒たちが集い、各国の医学書が翻訳され盛んに研究が行われた。教育を行う病院が考案されたのは、ジュンディーシャープール大学であるとも言われている。
イスラム医学

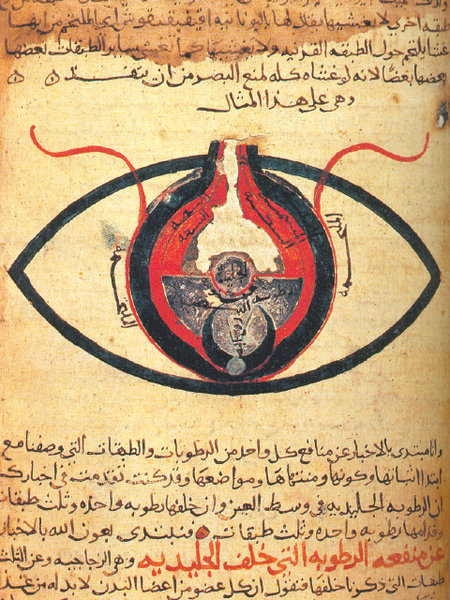
知恵の館で活躍したフナイン・イブン・イスハークの『ガレノス医学入門』より、「目」の項目（1200年頃）

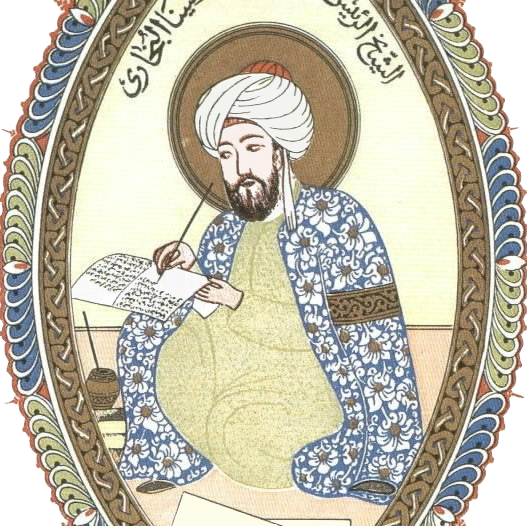
ミニアチュールに描かれたイブン・スィーナー

ムスリムやキリスト教ネストリウス派など、様々な宗教・人種の医師、錬金術師、薬剤師たちによる、解剖学・眼科学・薬理学・薬学・生理学・外科学・製剤科学などの医学領域への多大な貢献により、イスラム文化はは古代ギリシア・ローマの医学技術をさらに発展させた。ガレノスとヒポクラテスが過去の典拠となっていた。830年ごろから870年ごろまでのガレノスの著作129点は、フナイン・イブン・イスハークとその助手たちによってアラビア語に翻訳された。その中でも特にガレノスの主張する理性的・体系的な医学のアプローチが、イスラム医学のひな型として、イスラム帝国内に素早く広まった。医師によって初めて専門病院が設立された。専門病院はその後十字軍遠征の間にヨーロッパに広まったが、これも中東の病院から着想を得たものである。
キンディー （801 - 873?）は『De Gradibus』を著し、数学を医学(特に薬学)へ適用して論じた。キンディーは『De Gradibus』の中で、薬の強さの度合いを測る数学的な軽量法や、医者が患者の病気の最も危険な時期を特定する仕組みを開発した。
アル・ラーズィー(865-925)は自身の経験した臨床事例を記録し、様々な病気について有用な記録を残した。『包含の書』（al-Hawi, アル＝ハーウィー）は、アル・ラーズィー(ラテン名でラゼス(Rhazes)とも呼ばれる)の最大の著作集である。この中で、ラーズィーは自らの経験による臨床事例を記録し、様々な病気の有用な記録を残している。ラーズィーの『天然痘と麻疹の書』(al-Judari wa al-Hasbah)では麻疹と天然痘について記述し、ヨーロッパに大きな影響を与えた。『ガレノスに対する疑念』（Al-Shukuk ʿala Jalinus、英：Doubts About Galen）では経験的な方法から四体液説の誤りを証明するなど、ガレノス医学に批判を加えた。また錬金術に対する知識も深く、医師活動の中で意図的にアルコールを用いた初めての医師となった。
アブー・アル＝カースィム・アッ＝ザフラウィー（アブルカシム）は近代外科学の父と考えられ、30巻の医学事典「Kitab al-Tasrif」を著した。これは17世紀までイスラム圏とヨーロッパの医学部で教材に使われた。アブルカシムは女性にのみ用いるものも含め、数多くの手術用具を用いた。これには腸線・鉗子・結紮糸・手術針・メス・キューレット・開創器・手術用スプーン・ゾンデ・手術用フック・手術用ロッド・膣鏡・骨用鋸・漆喰などがある。
ムータジラ派の哲学者でもあったイブン・スィーナー（980 - 1037、ラテン名アヴィケンナ）は、医学の父といわれ、歴史上最高の思想家・医学者のひとりである。著書『医学典範』(1020)および『癒しの書』(11世紀)は、17世紀までイスラム圏とヨーロッパの標準テキストであり続けた。イブン・スィーナーの業績には、体系的な生理学研究の中に実験と量化を導入したこと、感染症の感染性質の発見、感染症の拡散を抑制するための検疫の導入、実験医学・治験の導入の他にも、細菌・ウイルスについて、縦隔炎と胸膜炎の区別、結核の感染性質、水や土からの病気の蔓延、肌荒れについての詳細な記述、性感染症、倒錯、神経系の失調などの記述を初めて行い、また発熱に対して氷を用いたり、薬理学・医学を区別したり（製薬科学の発展において重要）もした。
1021年、イブン・アル＝ハイサム(アルハセン）（965 - 1040)によって眼科手術の重要な進歩があった。アル＝ハイサムは視界と視覚のプロセスを研究し、著書『Kitab al-Manazir』(光学の書)の中で初めて正しく説明した。
イブン・アル＝ナフィスは、初めて肺循環と冠動脈について記して循環系の基礎を作ったため、循環理論の父と呼ばれる。アル＝ナフィスはまた、代謝の概念を最初に述べた。また生理学および心理学の新しい体系を作り上げて、イブン・スィーナーやガレノスの体系に取って代わった。この中でアル＝ナフィスは彼らの四体液説、脈動、骨、筋肉、腸、感覚器、胆汁、管、食道、胃などについての誤った考えを批判した。
イブン・アル＝ルブディは四体液説を否定し、人体およびその保全は血液のみによることを発見した。また女性が精液を生産できるというガレノスの節を否定し、動脈の動きは心臓によるものではないこと、胎児の体で最初に作られる臓器は心臓だということ(ヒポクラテスは脳だと考えていた)、頭蓋骨を作る骨は腫瘍になりうるということを発見した。モーシェ・ベン＝マイモーン（マイモニデス）はユダヤ人だったが、13世紀のイスラム医学に様々な貢献を果たした。
マンスール・イブン・イリヤスの『人体解剖書』(Tashrih al-badan 1390年ごろ)には、人体構造上の神経系・循環器系の全図が掲載された。14世紀のアンダルスにおけるペスト・腺ペスト流行期に、イブン・カティマとイブン・アル＝カティブは、伝染病は人間の体に入り込む微生物が原因であることを発見した。その他にもムスリムの医師によってなしとげられた医学上の発展には、免疫系の発見、微生物学の導入、動物実験の活用、他の科学分野とのコンビネーション(農学・植物学・化学・薬理学など)、注射器の発明(9世紀イラク アマー・イブン・アリ・アル＝マウシリによる)、最初の薬局の誕生(バグダード 754年)、医学と薬学の区別(12世紀以前)、2000種類以上の医学・化学物質の発見などがある。

### 中世・近代初期ヨーロッパ医学

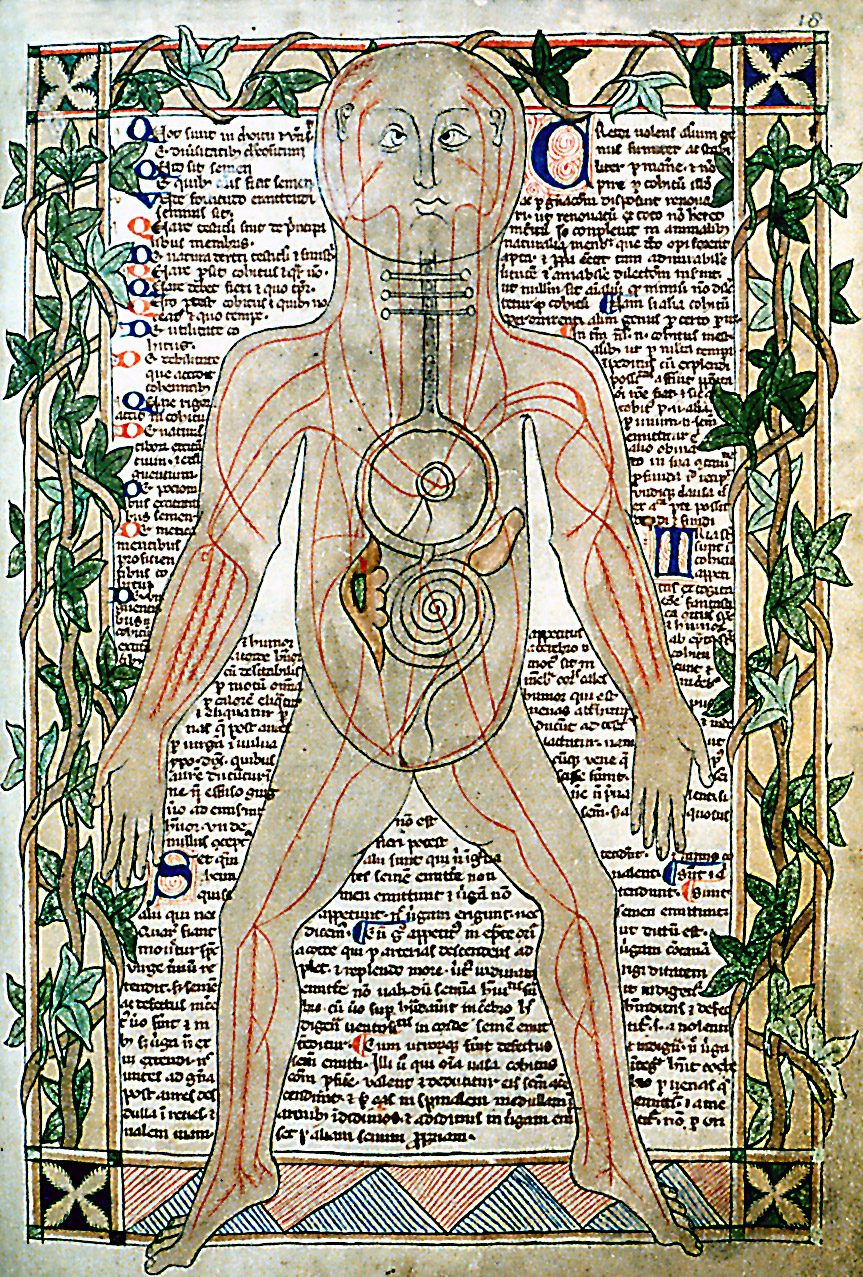
静脈の図、13世紀

レンブラント・ファン・レイン画　『テュルプ博士の解剖学講義』。1632年

中世ヨーロッパではギリシア・ローマの学問の成果の多くが失われた。中世初期の医学知識の主流は、主に修道院などに保管されて現存していたローマの文献だった。これらの施設にはしばしば病院が併設されていた。また、医学知識を代々伝承し、地域的な民間療法が行われた。
ベルギー人解剖学者・医師アンドレアス・ヴェサリウスやウィリアム・ハーベーなどの個人の研究により、一般に認められた民間伝承が科学的に検証されるようになった。彼の主著『人体の構造についての七つの書』(De humani corporis fabrica)は、ガレノスの著作や方式に大きく影響されているが、心臓、静脈体系、肝臓、子宮、上顎骨などに関するガレノスの誤りを証明した。また、近代神経学の発展は、16世紀、脳の解剖学その他について述べたヴェサリウスに始まるとされる。ただし、ヴェサリウスは脳その他の解剖学について記したが、脳機能については脳側室に中心があると考えながらも、よく分かっていなかった。医学の理解と診断は進歩したが、治療はあまり改良されず、健康への直接の利益は少なかった。有効な薬は、アヘンとキニーネ以外にほとんど存在せず、民間療法と潜在的な毒性がある金属化合物とがポピュラーな治療法であった。

### 近代医学

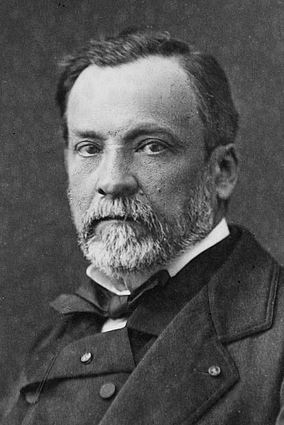
ルイ・パスツール（1822-1895）

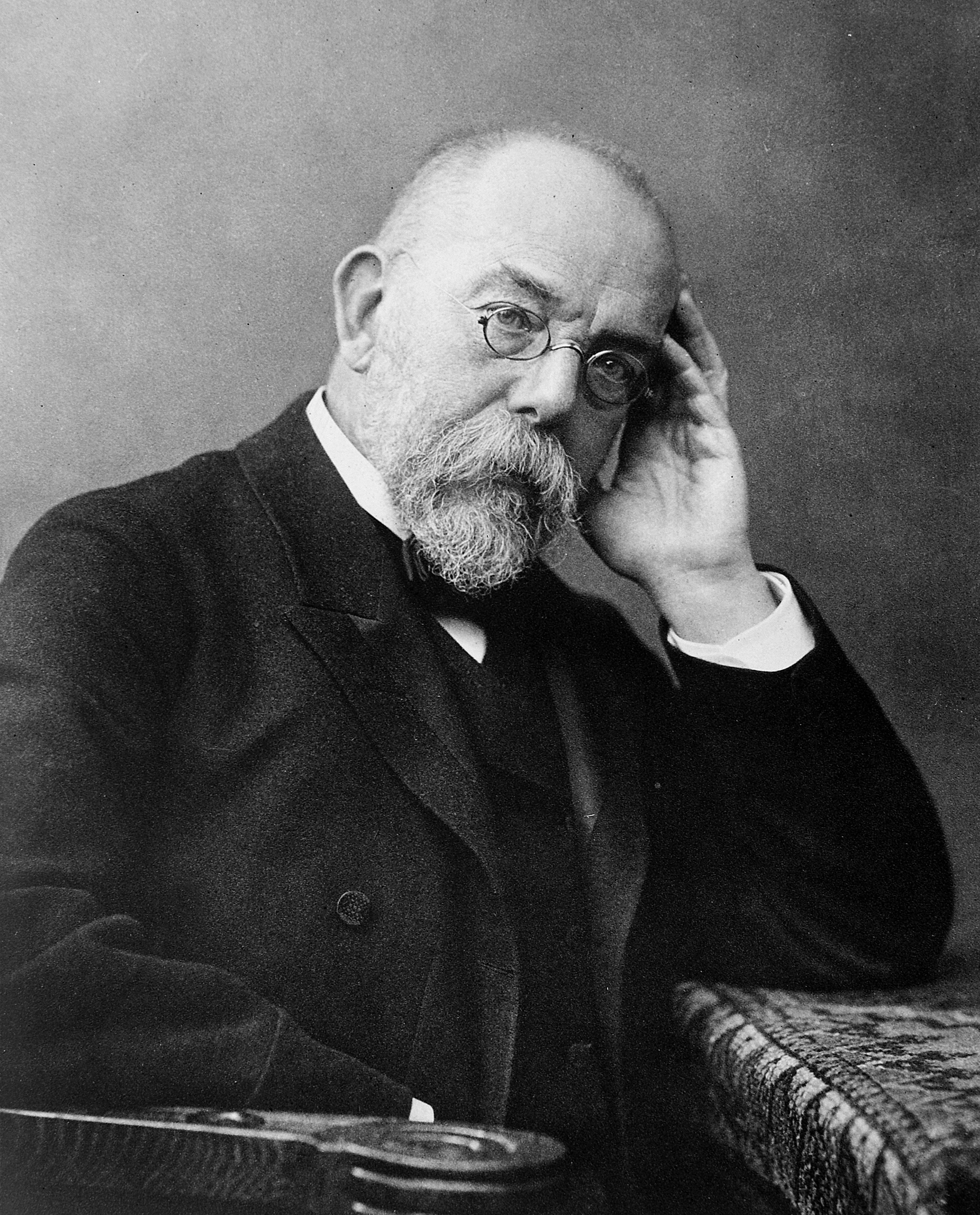
ロベルト・コッホ（1843-1910）

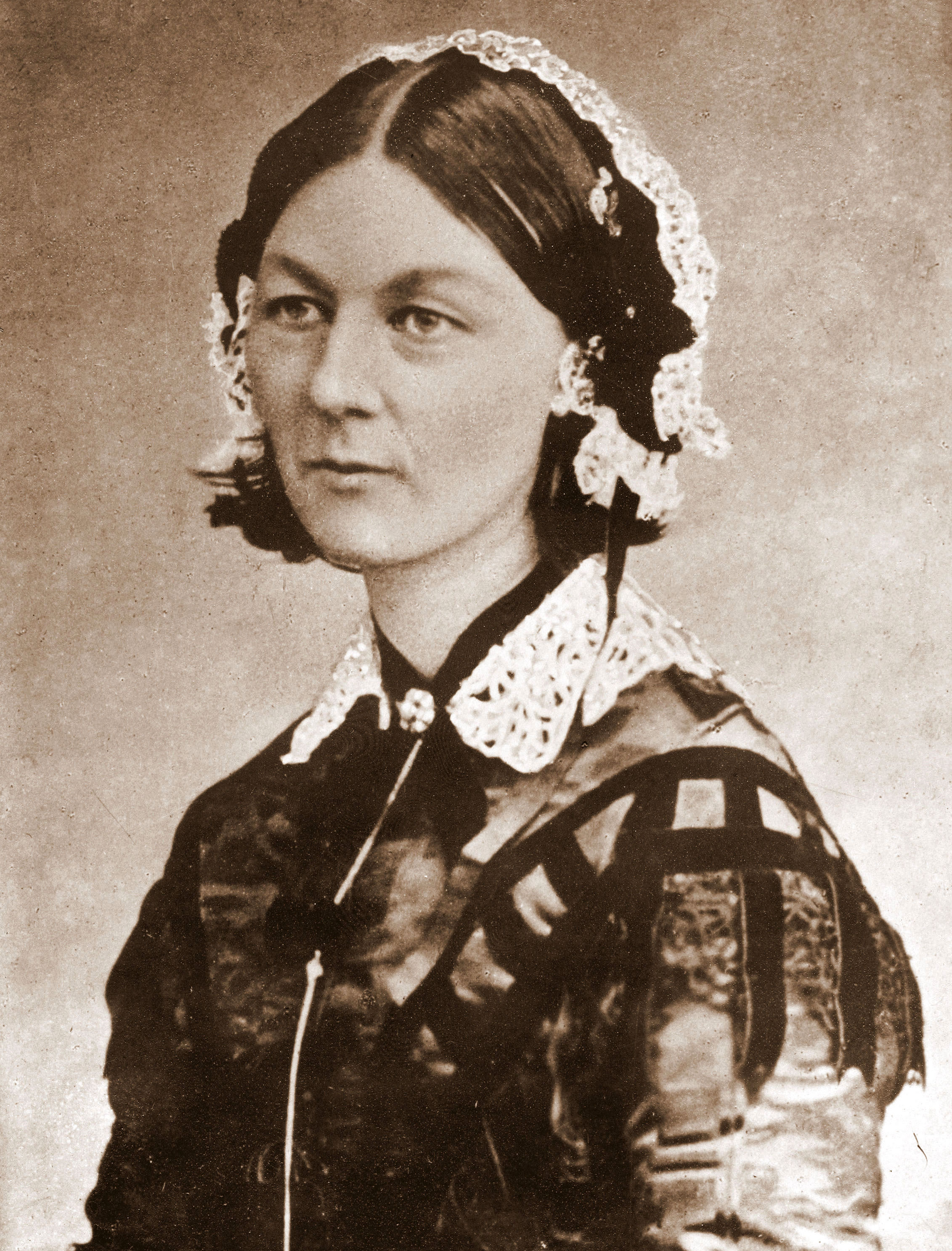
フローレンス・ナイチンゲール（1820-1910)

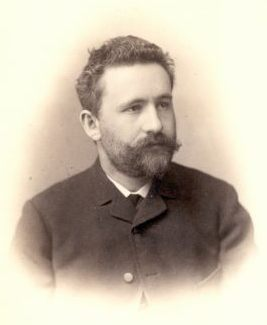
エミール・クレペリン（1856-1926）

化学や研究技術・施設の発展により、医学は19世紀以降に大変革を起こした。伝染病についての旧来の考えは、微生物学とウイルス学に取って代わられた。
細菌と微生物が最初に観察されたのは、1676年、アントニ・ファン・レーウェンフックによる、顕微鏡を使った観察であった。これにより微生物学という科学領域が始まった。
イグナーツ・ゼンメルワイス(1818年-1865年)は、1847年、分娩に立ち会う前の医師に手の洗浄を義務づけるだけで、産褥熱による死亡率を劇的に下げた。ゼンメルワイスの発見は、微生物病因説に先立つものだった。しかし、ゼンメルワイスの発見を同時代の医師らは受け入れず、彼を迫害した。ゼンメルワイスの発見が一般的に活用されるようになったのはイギリスの外科医ジョゼフ・リスター以後であった。リスターは1865年、傷の手当てに対して殺菌剤の原則を示した。しかし19世紀の間、医学的な保守主義のために、ゼンメルワイスとリスターの研究は一般に受け入れられはしなかった。

ルイ・パスツールの発見はゼンメルワイスの研究を支持した。微生物と病気とを結びつけて考えたパスツールは、医学に大変革をもたらした。パスツールはクロード・ベルナールとともにパスチャライゼーション（低温殺菌法）を考案した。これは現在でも使われている。パスツールの実験によって病原菌説が立証された。またベルナールは医学における科学的方法を作り上げるために、1865年、『実験医学研究序説』を発表した。パスツールは、ロベルト・コッホ（1905年にノーベル生理学・医学賞受賞）とともに微生物学を作り上げた。コッホはまた結核菌 (1882)・コレラ菌 (1883) の発見およびコッホの原則を作り上げたことでも有名である。
医学上の治療における女性の参加(助産婦・家政婦は除いて)はフローレンス・ナイチンゲールなどによりもたらされた。ナイチンゲールらは、それ以前男性が支配的だった医療分野に、看護の基本的な役割を示した。すなわち、衛生・栄養状態の不備による患者の死亡率を下げたのである。ナイチンゲールは1852年、クリミア戦争後の聖トマス病院に勤務した。エリザベス・ブラックウェル(1821年-1910年)は、アメリカで正式教育を受けて医学を実践した最初の女性となった。
第一次世界大戦などの大規模な戦争状況により、体内機能の監視のためX線(ヴィルヘルム・レントゲン)や心電図(ウィレム・アイントホーフェン)を使用することが増えた。大戦間にはこれらに続いてサルファ薬などの選択的殺菌薬が初めて開発された。第二次世界大戦では、広い範囲で効果的な殺菌療法がみられた。これはペニシリンの開発および大量生産によるもので、戦争上の圧力およびイギリスの科学者とアメリカの製薬産業の協力によって可能になった。
産業革命期には、癲狂院が目立った。エミール・クレペリン(1856年-1926年)は精神疾患に関する新しい医学分野を導入した。この医学分野は、病理学や病因論ではなく行動がその基礎となっていたにもかかわらず、最終的に精神医学と呼ばれるようになった。1920年代のシュルレアリストは、出版物の中で精神医学への反対を表明した。1930年代には、導入されたいくつかの医学的療法が物議をかもした。この中には発作を誘発するもの（電気けいれん療法、インスリン等の薬物療法）や、脳の一部切除（ロボトミー・ロベクトミー）などが含まれる。どちらも精神医学上広く用いられたが、基本的な倫理、有害な効果、誤用などに対する懸念や反対の声もあった。1950年代にはクロルプロマジンなどの新しい精神医学上の薬が研究所で製作され、こちらの使用が徐々に好まれるようになった。これは通常進歩と考えられているが、遅発性ジスキネジアなどの深刻な副作用を理由に反対する声もある。患者が精神医学上の監督に従わない場合、治療法に抵抗を示して薬を飲まないことはしばしばあった。また精神病院に対する抵抗も強くなり、精神医学上の監督外で、ユーザー主導の協力グループ（治療共同体）によって社会に復帰させる試みも現れた。ロボトミーは、1960年代以降の反精神医学運動の中で批判されていたにもかかわらず、統合失調症の療法として1970年代まで使用された。

### アーユルヴェーダ医学
パキスタンのメヘルガルで、インダス文明ハラッパー時代(紀元前3300年頃)の人々が医学・歯学の知識を持っていたことが考古学者によって発見された。調査を行ったミズーリ大学コロンビア校の物理人類学者アンドレア・クシナは、ハラッパーの男性の歯を洗浄している際にこれを発見した。また同地域の後の調査によって、9千年前に歯の穿孔が行われていた証拠が見つかった。
アーユルヴェーダ（आयुर्वेद：生命の知識）は、南アジアで2000年以上前に作られた、成文上の医学体系である。チャラカ (Charaka) とスシュルタ (Suśruta) の2学派のテキストが有名。これらのテキストには、宗教文学『ヴェーダ』中の古代医学思想とのある程度の関連が見られ、初期アーユルヴェーダと初期仏教・ジャイナ教文学との直接的な歴史的関係が歴史家によって指摘されていた。アーユルヴェーダの最初の出発点は、紀元前2千年紀初期の特別な薬草の慣行を総合したものが基礎になっていると思われる。多大な理論的な概念化とともに、新たな疾病分類や療法が紀元前400年ごろ以降加えられ、仏教その他の思想家のコミュニティから発表されたものであろう。
チャラカが改編した『チャラカ・サンヒター』には、健康や病気は前もって決まっておらず、寿命は人の努力によって延ばせるとある。スシュルタに帰せられる『スシュルタ・サンヒター』では、医学の目的を、病気の症状を治し、健康を守り、寿命を延ばすことであると定義している。どちらの著作にも、数多くの病気に対しての検査・診察・処置・予後について書かれている。古代インド医学は内科を重視するが、『スシュルタ・サンヒター』は、鼻形成術・切れた耳たぶの形成・会陰部切石術・白内障手術などの様々な種類の外科処置法について書いていることが特徴的である。
アーユルヴェーダの古典では、医学は8部門に分けられている。すなわち、
- 治病医学
  - 内科学（カーヤ・チキッツァー）
  - 小児科学（バーラ・タントラ）
  - 精神科学 = 鬼人学（ブーダ・ヴィディヤー）
  - 耳鼻咽喉科学及び眼科学（シャーラーキャ・タントラ）
  - 外科学（シャーリャ・チキッツァー）
  - 毒物学（アガダ・タントラ）
- 予防医学
  - 老年医学 = 不老長寿法（ラサーヤナ）
  - 強精法（ヴァジーカラナ）

の8科である。
アーユルヴェーダには、インド錬金術の影響も大きい。アーユルヴェーダの研究生は、上記8部門とは別に、調剤と施術に必要な10科の技術を学ぶことになっていた。すなわち、蒸留法・手術法・料理・園芸・冶金・砂糖の製作・薬学・鉱物の分析と分類・金属の混合・アルカリの調剤である。広範な内容が、直接的な臨床科目の説明の中で教授された。例えば、解剖学は外科の授業の一環として、発生学は小児学と産科学の授業の一環として、生理学と病理学の知識はすべての臨床科目に織り込まれた。
イニシエーションの終わりには、グルが厳粛な演説を行い、研究生を純潔・誠実・菜食主義の生活へと送り出す。研究生は全身全霊で健康のため病と闘わなければならない。また自己の利益のために患者を裏切ってはならない。服装は質素にして強い酒は避けなければならない。冷静さと自己コントロールを保たねばならず、つねに発言は慎重でなければならない。つねに知識と腕を磨かなければならない。患者の家では礼儀正しく謙虚に、患者の利益のみに目を向けなければならない。患者とその家族の情報を漏らしてはならない。患者の治癒が不可能で、患者その他を傷つけるおそれがある場合、これを秘しておかなければならない。
通常の研究生の教育期間は7年である。研究生は卒業の前にテストに合格しなければならなかった。しかし医師（ヴァイディヤ）となっても、文献、直接の観察（プラティヤクシャ）、洞察（アヌマーナ）を通して学び続けなければならない。これに加え、医師の会合で知識を交換する。また、山の民や牧夫、森の民から特別な治療法を集めなければならないとされた。
中世にイスラム勢力が台頭すると、アーユルヴェーダは衰退し、ユナニ医学が隆盛した。